# Biblioteca Trivulziana

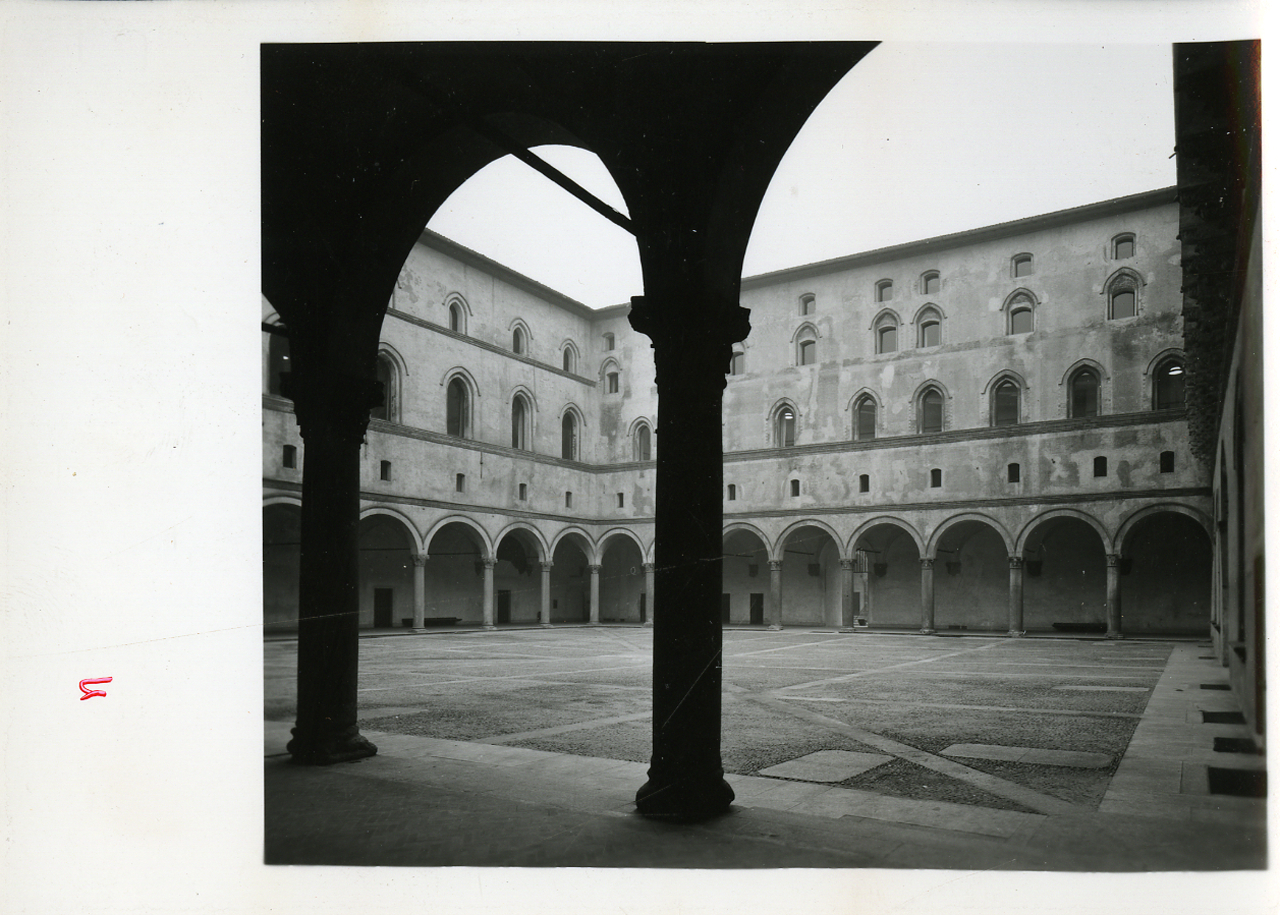
Facade de la bibliothèque. Photo par Paolo Monti, 1963.

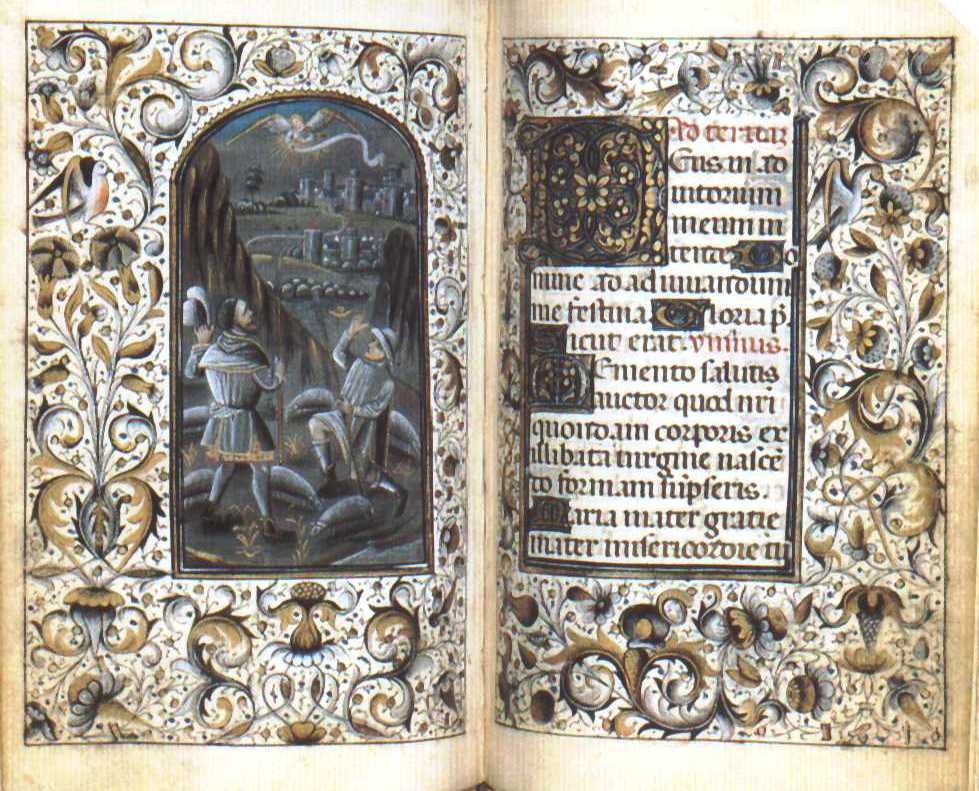
Le Codex 470,
conservé à la Biblioteca Trivulziana

La Biblioteca Trivulziana est une bibliothèque italienne abritée au château des Sforza (Castello Sforzesco) à Milan. C'est une annexe de l'Archivio Storico Civico et du laboratoire de restauration, dont il partage plusieurs salles, comme la salle de consultation.
Son fonds est en grande partie constitué à partir de celui réuni par la famille Trivulce et acheté par la ville de Milan en 1935.
La Bibliothèque Trivulziana possède plus de 180 000 volumes, dont plus de 1 500 codices et des manuscrits rares, parmi lesquels un manuscrit du VIIIe siècle de l'Epitome latina Novellarum, une version unique du Charroi de Nîmes, le Codex 470 (un livre d’heures du XVe siècle), ainsi que le célèbre Codex Trivulzianus, un manuscrit de Léonard de Vinci datant des années 1487-1490. 
Elle abrite également une collection importante des œuvres de Dante, dont des éditions du XVe siècle de la Divine Comédie et son manuscrit de 1337. Son fonds ancien compte trois manuscrits du XIe siècle, sept du XIIe siècle, dix-sept du XIIIe siècle et six cents des XIVe et XVe siècles.
Elle possède également des livres anciens, modernes, des cartes géographiques, des estampes, des photographies, des microfilms, des périodiques, des affiches et des fonds d'archives, en particulier de l'époque de la Renaissance.
Le laboratoire de restauration existe depuis 1978 et travaille en étroite collaboration avec l'Archivio Storico Civico, pour maintenir en bon état les œuvres les plus anciennes.

## Sources
- (it) Cet article est partiellement ou en totalité issu de l’article de Wikipédia en italien intitulé « Biblioteca Trivulziana » (voir la liste des auteurs).